# Gornja Mikuljana
Gornja Mikuljana (em cirílico: Горња Микуљана) é uma vila da Sérvia localizada no município de Kuršumlija, pertencente ao distrito de Toplica, na região de Toplica. A sua população era de 108 habitantes segundo o censo de 2011.

## Demografia
| 1948 | 1953 | 1961 | 1971 | 1981 | 1991 | 2002 | 2011 |
| ---- | ---- | ---- | ---- | ---- | ---- | ---- | ---- |
| 284  | 296  | 270  | 181  | 168  | 140  | 117  | 108  |